# Stephenseniellus
Stephenseniellus är ett släkte av kräftdjur. Stephenseniellus ingår i familjen Paramunnidae.
Kladogram enligt Catalogue of Life:
| Stephenseniellus | \| \| Stephenseniellus palliolatipes \| \| \| \| \| \| Stephenseniellus serraticornis \| \| \| \| |
|                  | \| \| Stephenseniellus palliolatipes \| \| \| \| \| \| Stephenseniellus serraticornis \| \| \| \| |
|                  | Stephenseniellus palliolatipes                                                                    |
|                  |                                                                                                   |
|                  | Stephenseniellus serraticornis                                                                    |
|                  |                                                                                                   |